# Видрич, Владимир
Владимир Видрич (хорв. Vladimir Vidrić; 20 апреля 1875, Загреб — 29 сентября 1909, Врапче близ Загреба) — хорватский поэт, юрист, доктор права (1903).
Считается одной из главных фигур хорватской поэзии периода Венского сецессиона.

## Биография
Родился в богатой семье словенского происхождения.
Изучал право в Праге и Загребе. В студенческие годы был членом сербского содружества, один из организаторов и активный участник антиправительственной демонстрации во время визита Франца Иосифа в Загребе (1895). После 6-месячного тюремного заключения был выпущен на свободу, но всю жизнь оставался на положении политически неблагонадежного.
После получения докторской степени в 1903 году работал юристом.
Умер при невыясненных обстоятельствах в больнице для душевнобольных в пригороде Загреба. Похоронен на кладбище Мирогой.

## Творчество
Начал писать стихи в школьные годы и впервые получил признание за свою поэму Boni mores, опубликованную в 1897 году.
В. Видрич — автор поэзии, представляющей собой сочетание элементов символизма и импрессионизм, изящных по форме, подкупающих своей искренностью, лирических поэзий. Немногими чертами поэт умел воссоздать среду и предметы далекой старины, образы и легенды классической древности далеких стран. Ему принадлежат поэмы «Boni mores» и «Ночь на Ниле» («Noc na Nilu»). До своей преждевременной смерти написал всего около 40 стихов, большинство из которых самостоятельно опубликовал в своем сборнике 1907 года с простым название Pjesme (Стихи).
Хорватский историк литературы Иво Франгеш писал: 

«Мир Видрича ощущается как фрагмент древней вазы, где для усиления эффекта используется незавершенность сохранившейся сцены. Это миниатюрный мир, болезненно ясный, с чудесным третьим измерением, которое выходит далеко за рамки наших повседневных представлений о ширине и глубине»
.